# Soldier of Fortune
Soldier of Fortune ist eine Computerspiel-Serie aus dem Genre der Ego-Shooter, die vormals von dem US-amerikanischen Entwicklungsstudio Raven Software entwickelt wurde. Die Reihe erlangte vor allem durch die exzessive Darstellung von Gewalt Bekanntheit. Soldier of Fortune erschien 2000, die Fortsetzung Soldier of Fortune II: Double Helix folgte 2002. 2007 erschien mit Soldier of Fortune: Payback ein Nachfolger, welcher nicht mehr von Raven Software entwickelt wurde und keine inhaltlichen Bezüge zu den beiden Vorgängern hat.

## Spielelemente
Wiederkehrendes Element ist die Ghoul-Engine eine Erweiterung der Quake-Engine, die statt einer Hitbox Spielfiguren mehrere Trefferzonen gibt und dadurch detaillierte Trefferanimation und das Abschießen von Gliedmaßen simuliert. Diese kam in den ersten beiden Teilen zum Einsatz. Genauso wie Militärberater John Mullins, der zum Protagonist des Spiels wurde und beratend zur Seite stand.

## Soldier of Fortune
Soldier of Fortune ist ein Ego-Shooter mit einem Einzel-, wie auch einem Mehrspielermodus. Das Spiel wurde im März 2000 von Activision für Windows veröffentlicht. Im Juli 2000 folgte Portierung von Loki Software für Linux; im Jahr 2001 eine Umsetzung für die Spielkonsolen Dreamcast und PlayStation 2.
Das Spiel ist in einem realitätsnahen Szenario angesiedelt und erzählt die Geschichte um den (tatsächlich existierenden) Söldner John Mullins, den sein Einsatz im Kampf gegen kriminelle Banden und Terroristen an unterschiedlichste Schauplätze rund um den Globus führt. Soldier of Fortune war einer der ersten Ego-Shooter, bei dem die gegnerischen Computermodelle in über 20 unterschiedliche Körperregionen aufgeteilt waren, wodurch unterschiedlichste Verletzungen und Verstümmelungen simuliert werden konnten. Die dadurch realisierte Gewaltdarstellung führte zu Kontroversen.

## Soldier of Fortune II: Double Helix
Soldier of Fortune II: Double Helix ist ein Ego-Shooter, der im Mai 2002 von Activision veröffentlicht wurde. Das Spiel basiert auf einer erweiterten Quake-III-Engine und kann mit einem Singleplayer-, wie auch Mehrspielermodus aufwarten. Die offizielle Endversion und derzeitiger Stand der Dinge ist die v1.03 Gold Edition. Das Spiel ist die direkte Fortsetzung zu Soldier of Fortune.
Die Handlung der Singleplayer-Missionen führt den Spieler unter anderem nach Texas, Kolumbien, sowie in die Städte Prag, New York und Hong Kong, wo man in der Rolle des Elitesöldners John Mullins allmählich einem mysteriösen Virus auf die Spur kommt, das Terroristen in die Hände gefallen ist.
Der Mehrspielermodus bietet nicht nur taktisch ausgeklügelte Maps, sondern auch einen Map-Zufallsgenerator. Des Weiteren unterstützt Soldier of Fortune II ab Version v1.01 das AntiCheat-System PunkBuster. Standardmäßig gibt es sechs Spieltypen: Capture the Flag (CTF), Demolition (DEM), Elimination (ELIM), Deathmatch (DM), Team Deathmatch (TDM) und Infiltration (INF). Im Multiplayer können bis zu 64 Spieler über Internet oder im LAN teilnehmen.
Aufgrund der detailgetreuen, realitätsnahen Darstellung von Gewalt erlangte Soldier of Fortune II – wie auch schon der Vorgänger – einen hohen Bekanntheitsgrad. Das Spiel verfügt über ein detailliertes Schadensmodell mit 36 Treffzonen an gegnerischen Einheiten.

### Modifikationen
Aufgrund der hohen Popularität des Titels, auch im Multiplayerbereich, existieren eine Fülle von Modifikationen.
Als Beispiel kann man hier GER103 und Nerofix nennen, welche sogenannte Bloodpatches sind und ohne die die deutsche Version von Soldier of Fortune II aufgrund der Zensuren nicht online-kompatibel zur internationalen Version ist.
Spieler können auch leicht selbst eine Fülle von Veränderungen an Waffen-, Menü- und Spielerdarstellungen vornehmen, da die vorzufindenden *.pk3-Dateien im Installationsordner im Grunde nur ZIP-Dateien sind, die beispielsweise die Texturen als Bilddatei oder auch leicht zu editierende Scripts enthalten.

### Zensur (PC- und Mac-Version)
Um einer möglichen Indizierung durch die BPjS zu entgehen, wurde das Spiel für den deutschen Markt erheblich zensiert. 
In der Originalversion kann der Spieler die Gewaltdarstellung individuell anpassen und mittels Passwort schützen. Die deutsche Version erhielt von der Unterhaltungssoftware Selbstkontrolle keine Jugendfreigabe.
Die deutsche Xbox-Version ist unzensiert und wurde von der USK ab 18 Jahren freigegeben.

### Soldier of Fortune II: Revolution
Ein inoffizielles, aber anscheinend lizenziertes Add-on für Soldier of Fortune II: Double Helix mit 10 neuen Missionen, das im Jahr 2003 ausschließlich in Russland veröffentlicht wurde.

## Soldier of Fortune: Payback
Soldier of Fortune: Payback erschien am 13. November 2007 in den USA und am 30. November desselben Jahres in Europa. Entwickelt wurde der dritte Teil diesmal nicht von Raven Software, sondern von dem slowakischen Studio Cauldron auf Basis der hauseigenen Cloak-NT-Engine mit lizenzierter Havok-Physik. Ursprünglich als Low-Budget-Titel begonnen, entschied man sich später, doch noch einen Vollpreistitel daraus zu machen. In Payback schlüpft der Spieler nicht mehr in die Rolle von John Mullins, sondern in die des fiktiven Söldners Thomas Mason.
In Australien wurde die Originalfassung verboten und durch eine weitgehend zensierte, den Freigabekriterien des OFLC angepasste Version ersetzt und dadurch das für den Publisher wirtschaftlich relevante MA-15+-Rating, der höchstmöglichen Altersfreigabe des Landes, erhielt. Für den deutschsprachigen Raum wurde für Anfang 2008 eine angepasste Version angekündigt. Auf Steam war zeitweilig eine zensierte deutsche Fassung mit reduzierter Gewaltdarstellung erhältlich, die jedoch keine USK-Freigabe besaß.
Die US-Version des Spiels ist unzensiert und enthält ein großes Maß an Gewalteffekten, die stark übertrieben wurden, sodass nicht mehr von einer realitätsnahen Darstellung gesprochen werden kann. So können beispielsweise Gegnern mit einer einfachen Pistole nahezu sämtliche Gliedmaßen abgeschossen werden. Zivilisten gibt es in dem Spiel auch, aber diese gilt es zu retten oder zu beschützen.
Aufgrund des einfallslosen Leveldesigns, der plastischen, unscharfen und detailarm wirkenden Grafik im Vergleich zum Vorgänger, und aufgrund der Konsolenlastigkeit des Titels, fiel der dritte Teil bei Fans der Serie überwiegend durch. Bei den Fachmagazinen erhielt Soldier of Fortune: Payback ebenfalls schlechte Kritiken. Der Metascore von Payback beträgt 45 % (PC) bzw. 50 % (Konsole).
2013 wurde Soldier of Fortune: Payback von Steam entfernt.
Das Spiel verfügt allerdings über eine „Low-Violence“-Einstellung. Dadurch wird der Gewaltgrad des Spieles auf eine vergleichsweise geringe Menge Gewalt begrenzt.
Die englische Originalfassung ist seit dem 6. Dezember 2007 von der BPjM indiziert (Liste B) und seit dem 17. Juni 2008 bundesweit beschlagnahmt.